# Вонг, Джеймс (продюсер)
Джеймс (Джим) Вонг (англ. James "Jim" Wong; кит. 黃毅瑜; род. 20 апреля 1959) — американский кинорежиссёр, сценарист и продюсер гонконгского происхождения, наиболее известен по фильмам и сериалам «Секретные материалы», «Космос: Далёкие уголки», «Тысячелетие», «Драконий жемчуг: Эволюция», «Пункт назначения 1 и 3», «Противостояние» и ремейкам «Уиллард» и «Чёрное Рождество». Работает в партнёрстве с Гленом Морганом.

## Ранняя жизнь
Вонг родился в Гонконге. В 10-летнем возрасте переехал с семьёй и переехал в США, Сан-Диего, Калифорния. В средней школе Эль-Кахонон он познакомился со своим будущим партнёром-сценаристом Гленом Морганом. Поступил в университет Лойола Мэримаунт, где присоединился к комедийной импровизационной группе. Изначально искавший себя в инженерии, после просмотра фильма «Апокалипсис сегодня» в Cinerama Dome он переключился на кино. После окончания университета он получил работу в качестве помощника Сэнди Ховарда.

## Карьера
С Морганом Вонг написал сценарий к «Соседским мальчишкам». После этого Вонг стал редактором сюжетов в недолговременной криминальной драме ABC «Knightwatch». Позже вместе с Морганом Вонг стал работать над продуктами студии Стивена Дж. Кеннела: «Умник» (продюсер-супервайзер), «Комиссар полиции» (исполнительный продюсер) и «Джамп стрит, 21» и его спин-офф, «Букер» (основной сценарист и редактор сюжетов).
Вонг и Морган начали работать с Крисом Картером над научно-фантастическим/драматическим сериалом «Секретные материалы» о двух агентах ФБР, расследующих паранормальные явления. Съёмки проходили в Ванкувере.
В 1995 году Вонгу и Моргану предложили $8 млн. за четырёхлетний контракт с 20th Century Fox Television, чтобы написать и спродюсировать телесериал. Как часть этой сделки, Морган и Вонг создали недолговечный сериал «Космос: Далёкие уголки».
Они ненадолго вернулись к «Секретным материалам» в четвёртом эпизоде (1996—1997), когда написали сценарий к эпизоду «Дом». Вонг срежиссировал эпизод «Мечты Курильщика», написанного Морганом. Также Вонг и Морган взялись за производство и обязанности сценаристов «Тысячелетия» Картера. Позже они стали исполнительными продюсерами недолговременного паранормального сериала NBC «Другие».
В 2000 году Вонг стал режиссёром «Пункта назначения», сценарий к которому он написал с Гленом Морганом, затем «Противостояния» (2001), боевиком с Джетом Ли в главной роли, и разных фильмов ужасов, включая «Уилларда» (2003), снятого Морганом с Криспином Гловером в главной роли, и «Пункт назначения 3». В конце 2006 года был выпущен ремейк «Чёрного Рождества» Вонга и Моргана; сценарий был написан ими совместно, а режиссёром стал Морган.
Вонг снял полнометражную адаптацию популярной франшизы «Драконий жемчуг» в 2009 году.

## Фильмография
| Год  | Название                  | Ориг. название       | Режиссёр | Продюсер | Сценарист | Notes                   |
| ---- | ------------------------- | -------------------- | -------- | -------- | --------- | ----------------------- |
| 1985 | Соседские мальчишки       | The Boys Next Door   | Нет      | Нет      | Да        |                         |
| 2000 | Пункт назначения          | Final Destination    | Да       | Нет      | Да        |                         |
| 2001 | Противостояние            | The One              | Да       | Да       | Да        |                         |
| 2003 | Уиллард                   | Willard              | Нет      | Да       | Нет       |                         |
| 2006 | Пункт назначения 3        | Final Destination 3  | Да       | Да       | Да        |                         |
| 2006 | Чёрное Рождество          | Black Christmas      | Нет      | Да       | Да        |                         |
| 2009 | Драконий жемчуг: Эволюция | Dragonball Evolution | Да       | Нет      | Да        | как сценарист не указан |

### Телевидение
- Умник / Wiseguy (1990) (Супервайзерный продюсер)
- Джамп стрит, 21 / 21 Jump Street (1989—1990) (Сценарист, редактор сюжетов)
- Секретные материалы / The X-Files (1993—1997) (Режиссёр, сценарист, соисполнительный продюсер, консультирующий продюсер)
- Космос: Далёкие уголки / Space: Above and Beyond (1995—1996) (Сосоздатель, сценарист)
- Тысячелетие / Millenium (1996—1998) (Исполнительный продюсер, консультирующий продюсер, сценарист)
- Башня познания / Tower Prep (2010) (Режиссёр: «Whisper»)
- Событие / The Event (2010—2011) (Режиссёр: «Arrival», сценарист, соисполнительный продюсер)
- Американская история ужасов / American Horror Story (2011—наст. время) (Сценарист, соисполнительный продюсер)
- Секретные материалы / The X-Files (2016) (сценарист)[4]

## Личная жизнь
Джеймс Вонг женат на Тине Вонг, с которой у него трое детей. Они проживают в Калифорнии.